# Langmann (famiglia)
La famiglia Langmann fu una famiglia nobile del patriziato di Norimberga nel cui consiglio sedette dal 1352 al 1369. Emigrò dalla città nel 1381.

## Storia
Il primo membro citato della famiglia è Cunz Langmann il quale possedeva un maglio a mulino in città nel XIV secolo. La famiglia si arricchì notevolmente al punto che riuscì ad entrare (una delle poche non di origine mercantile) nel consiglio della città e nel patriziato locale, ove ad ogni modo venne rappresentata dal 1352 al 1369. A partire dal 1381 si trasferì nell'Alto Palatinato dove viene registrata dal 1387.

## Membri notabili
- Adelheid Langmann (1306-1375), monaca e mistica